# Tuscia

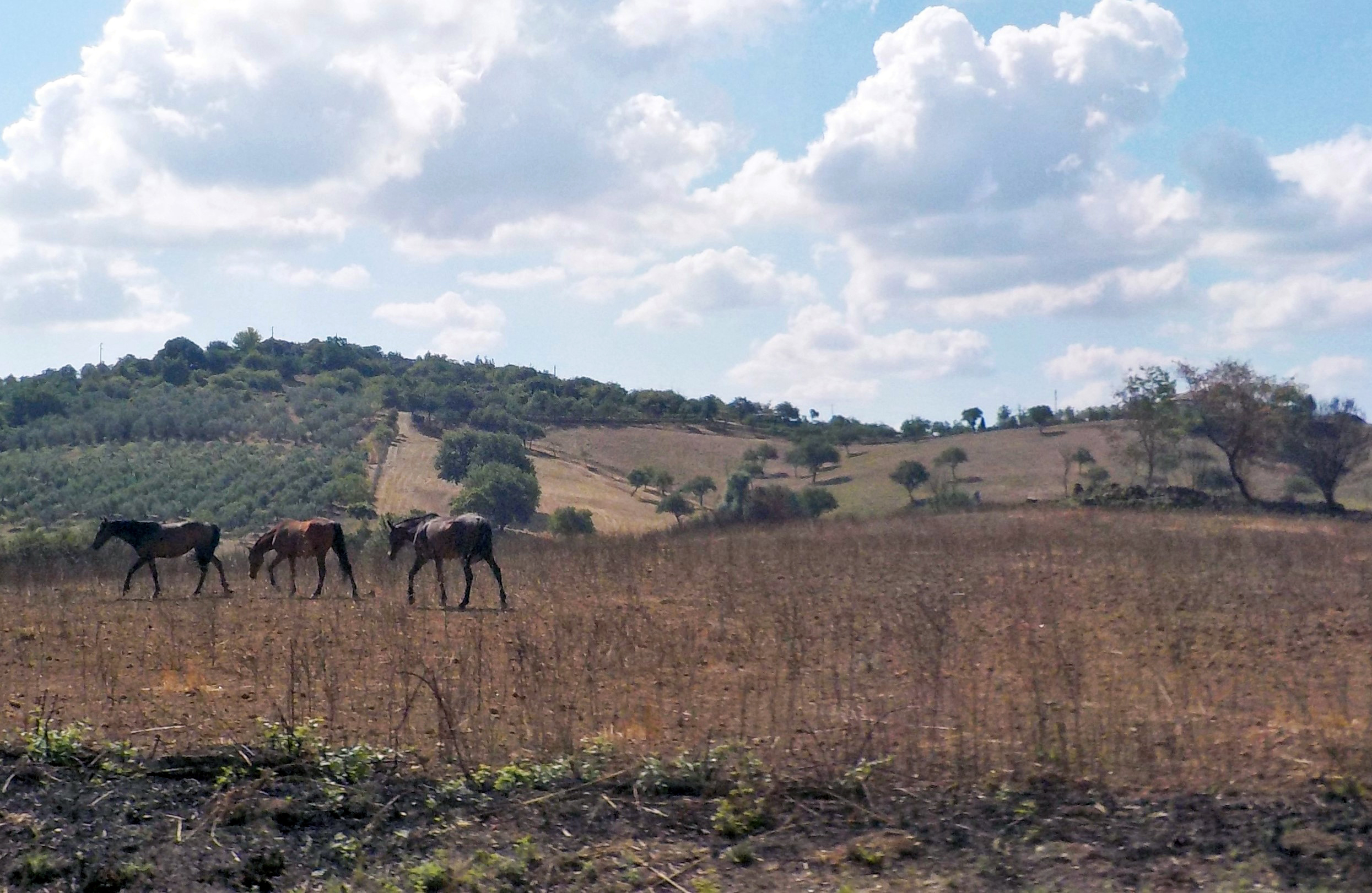
O campo da Tuscia em 2017

Tuscia (/ˈtʌsiə,_ˈtʌʃ(i)ə/ TUSS-ee-ə-,_-TUSH-(ee-)ə, it) é uma região histórica do centro da Itália que compreende parte dos territórios sob influência da civilização etrusca, ou Etrúria, assim denominada desde a conquista romana.
A partir da Idade Média, o nome passou a designar três macroáreas: a "Tuscia Romana", correspondente ao norte do Lácio com a antiga província papal do Patrimônio de São Pedro, que hoje equivale à província de Viterbo e à parte norte da cidade metropolitana de Roma, estendendo-se até o Lago Bracciano; a "Tuscia Ducal", que incluía territórios do Lácio e da Úmbria sujeitos ao Ducado de Espoleto, posteriormente incorporados aos Estados Papais; e a "Tuscia Lombarda", aproximadamente a atual Toscana, abrangendo territórios sob domínio dos lombardos que formavam o Ducado da Tuscia. Esta última região hoje não é mais chamada de Tuscia, termo frequentemente usado como sinônimo da província de Viterbo.

## Aldeias
- Civitella d'Agliano
- Castel Cellesi
- Vejano